# Demae Channel
 (septembre 2023).
Demae Channel (出前チャンネル, litt. « chaîne de livraison de repas ») était une chaîne pour la Wii qui offrait un service de livraison de repas développé par Nintendo et Denyusha et opéré par Demaecan,. Il est sorti le 26 mai 2009, exclusivement au Japon, et était disponible en téléchargement gratuit sur la chaîne boutique Wii. En outre, une version pour Wii U est sortie le 8 août 2013.
La chaîne permettait aux utilisateurs de commander des repas et des boissons à partir d'une liste de restaurants et de boutiques proches d'eux, de se les faire envoyer à domicile et de payer à la livraison,. Le service a été interrompu le 31 mars 2017.

## Aperçu
Lors du premier démarrage, les utilisateurs étaient dirigés vers un menu leur permettant d'entrer leur adresse et leurs informations personnelles. Une fois la chaîne accessible, les commandes pouvaient alors être effectuées à l'adresse indiquée. La chaîne comprenait une liste de catégories d'aliments parmi lesquels les utilisateurs pouvaient choisir (pizza, bento, sushi, cuisine japonaise, cuisine chinoise, cuisine occidentale, curry, repas de fête, desserts, etc.), ainsi qu'une option de roulette qui permettait de choisir l'un d'entre eux aléatoirement,. Chaque catégorie comprend une liste de restaurants, de magasins et de services dans une zone, un district ou un quartier proche, ainsi qu'une estimation de l'heure d'arrivée et des horaires d'ouverture/fermeture. Une fois le service sélectionné, les utilisateurs pouvaient choisir un produit et ajouter des paramètres supplémentaires tels que les dimensions, le type, les ingrédients et les garnitures. Lorsque la commande était terminée et confirmée, les utilisateurs étaient censés la payer à la livraison. Un reçu contenant le produit commandé était envoyé au Bureau de la console.
D'autres fonctions permettaient d'utiliser des coupons, d'ajouter des articles à une liste de favoris, de consulter l'historique des commandes précédentes et de demander que de nouveaux restaurants soient ajoutés. Selon Demaecan, plus d'un millier de boutiques étaient demandées chaque mois. Demae Channel avait également une bande sonore, avec un thème différent pour chaque menu et chaque catégorie d'aliments, et plusieurs campagnes ont été organisées, comme une distribution limitée de reproductions miniatures de leurs véhicules de livraison et une autre avec des cartes Nintendo Points,.

### Version Wii U
Le 8 août 2013, le service a été lancé en tant qu'application Wii U, simplement sous le nom de l'entreprise, Demaecan (出前館). À la différence de la version Wii originale, qui présentait un design et des menus originaux, la version Wii U accède simplement au site web de l'entreprise,.

## Interruption
Comme le service n'utilisait pas le WiiConnect24, Demae Channel a continué à fonctionner après l'interruption de ce service,. Cependant, les deux versions ont été retirées de la chaîne boutique Wii et du Nintendo eShop le 22 février 2017, et le service a finalement été interrompu le 31 mars 2017,.

## Récréation
La chaîne a suscité beaucoup d'intérêt, principalement de la part du public international, lorsque le créateur de contenu Thomas Game Docs a téléchargé une vidéo sur YouTube à ce sujet en mai 2019,.
En 2020, un groupe de développeurs de homebrew pour la Wii a lancé un projet visant à créer un serveur de remplacement pour Wii no Ma appelé WiiLink, et en août 2022, le support de Demae Channel a été ajouté. Le projet a permis de rétablir l'accès à la chaîne et les utilisateurs des États-Unis et du Canada ont pu commander à nouveau des pizzas grâce à un lien avec le service Domino's Pizza. En avril 2023, le support de Deliveroo a été ajouté, étendant le support à plus de pays,,.